# Glypta michiganica
Glypta michiganica är en stekelart som beskrevs av Dasch 1988. Glypta michiganica ingår i släktet Glypta och familjen brokparasitsteklar. Inga underarter finns listade i Catalogue of Life.